# Красноармійський район (Приморський край)
Красноармійський район (рос. Красноармейский район) — район Приморського краю.
Красноармійський район один з найбільших районів Приморського краю. За площею він займає третє місце в краї після Тернейського та Пожарського районів.
На території Червоноармійського району люди жили багато століть тому. Про це свідчать різні археологічні знахідки.
Адміністративний центр — село Новопокровка.
Загальна кількість поселень, що входять до складу району — 10. Загальна кількість населених пунктів, що входять до складу району — 26.

## Економіка
У статистичному реєстрі на 1 січня 2010 враховано 392 господарюючих суб'єктів усіх видів економічної діяльності та 330 індивідуальних підприємців. У 2009 році чисельність економічно активного населення склала 8900 чол. — 43 % загальної чисельності населення району. Чисельність працюючих в організаціях району становить 5,7 тис. чол., у тому числі працюючих пенсіонерів — 1,7 тис. чол. або 29 %.
З урахуванням посилення конкуренції за кваліфіковану робочу силу, дефіцит робочої сили (особливо кваліфікованої) стає одним з найважливіших бар'єрів економічного зростання району.